# Tafana
Tafana là một chi nhện trong họ Anyphaenidae.